# Pardubičky
Pardubičky jsou částí města Pardubice a součástí městského obvodu Pardubice IV. K 1. 10. 2005 zde žilo 2 244 obyvatel a bylo zde 660 domů. Pardubičky se staly součástí Pardubic v roce 1943. V Pardubičkách se nachází Krajská nemocnice Pardubice, 1. stupeň ZŠ a mateřská škola. Do Pardubiček jezdí z Pardubic linky MHD 2, 12, 22, 27 a 28. Sportovní činnost zde provuzuje fotbalový klub SK Pardubičky, který je se svou více než 80letou tradicí druhý největší klub kopané v Pardubicích. Za Pardubičky hrají týmy všech věkových kategorií.

## Historie
Pardubičky jsou nejstarší části Pardubic. Původně zde stála ves Pordoby (1295), později se uváděla jako Pordobice (1318). Při archeologickém průzkumy zde bylo zjištěno, že zde v 1. polovině 13. století bylo venkovské sídliště, které bylo 2. polovině tohoto století částečně zastavěno opevněným kostelem sv. Bartoloměje. Vedle kostela byl založen hřbitov, který částečně zanikl v souvislosti s výstavbou cyriackého kláštera. Klášter zanikl v roce 1421 (během husitských válek). Nynější kostel sv. Jiljí je pozdně gotický.
V roce 1921 zde byla vybudována Telegrafia, pozdější podnik Tesla Pardubice.